# Балтабаєв Садикджан
Садикджан Балтабаєв (нар. 1900, тепер Республіка Узбекистан — розстріляний 4 жовтня 1938, місто Ташкент, тепер Республіка Узбекистан) — радянський партійний діяч, 3-й секретар ЦК КП(б) Узбекистану, 1-й секретар Ташкентського міського комітету КП(б) Узбекистану. Член Бюро ЦК КП(б) Узбекистану. Член Центральної контрольної комісії ВКП(б) у 1930—1934 роках.

## Біографія
Народився в родині селянина-чайрікера (наймита). У 1915 році закінчив чотири класи узбецької міської школи міста Коканда Туркестанського краю.
З 1916 по 1918 рік працював чорноробом у заможного бая в Коканді. У 1918—1922 роках — робітник залізничного депо Коканда.
Член РКП(б) з квітня 1922 року.
У 1922—1923 роках — червоноармієць 5-го Туркестанського стрілецького полку 2-ї Туркестанської стрілецької дивізії РСЧА.
У 1923—1926 роках — підручний котельника, котельник залізничного депо Коканда. У 1926—1928 роках — голова ділянки профспілки залізничників у Коканді.
У 1928—1929 роках — голова виконавчого комітету Кокандської окружної ради Узбецької РСР.
У 1929—1931 роках — голова Центральної контрольної комісії КП(б) Узбекистану — народний комісар робітничо-селянської інспекції Узбецької РСР.
У 1931—1934 роках — секретар ЦК КП(б) Узбекистану.
У 1934 — червні 1937 року — 1-й секретар Ташкентського міського комітету КП(б) Узбекистану.
17 червня — 28 серпня 1937 року — 3-й секретар ЦК КП(б) Узбекистану. Цей період відзначений входженням до складу «особливої трійки», створеної за наказом НКВС СРСР від 30 липня 1937 року і активною участю в сталінських репресіях.
28 серпня 1937 року заарештований органами НКВС. Засуджений Воєнною колегією Верховного суду СРСР 4 жовтня 1938 року до страти, розстріляний того ж дня в Ташкенті.
У липні 1956 року посмертно реабілітований. 30 серпня 1956 року поновлений в членах КПРС.